# Finále (sport)
Finále je ve sportu závěrečná fáze soutěže, ve které je určen její celkový vítěz. V závislosti na typu soutěže se také hovoří o finálové hře, finálovém kole nebo finálovém zápase. Může to být střetnutí či utkání nejúspěšnějších účastníků (jednotlivých sportovců nebo celých týmů) v turnaji nebo podobné jednotlivé soutěži, nebo na konci sportovní sezóny. Vítěz finále je vítězem celého turnaje či soutěže, popřípadě mistrem sezóny. Účastníci finále jsou označováni jako finalisté.
Účastníci se v některých typech soutěží do finále musí probojovat přes vyřazovací systém, při kterém ze soutěže postupně vypadávají týmy nebo jednotlivci, kteří dané utkání prohrají nebo se neumístí na postupových místech – úspěšní postupují do dalšího kola, až se nakonec poslední utkají ve finále. Vyřazovací utkání nebo kola předcházející finále se často označují jako semifinále; fáze předcházející semifinále se často označují jako čtvrtfinále, osmifinále atd.
Pokud do finále postupují pouze dva soupeři, kteří v semifinále porazili každý jednoho soupeře, tak ti soupeři, kteří prohráli, sehrají tzv. malé finále, které je vlastně bojem o třetí místo (např. zápas o třetí místo na mistrovství světa ve fotbale). U některých sportů se utkání soutěžících vyřazených těsně před finále označuje také jako B-finále (např. ve veslování, plavání nebo jezdectví).

## Některá sportovní klání ukončená finálem
- Mistrovství světa ve fotbale
- Mistrovství světa v ledním hokeji
- Mistrovství Evropy ve fotbale – od roku 1984 se nehraje malé „finále“, tzn. že dva týmy skončí na společném třetím místě